# Dieta de Nimega
La Dieta de Nimega  fue una reunión o asamblea general de la nobleza del reino franco, celebrada en la ciudad de Nimega en 821. En esta reunión, el emperador Ludovico Pío hizo ratificar la división de los estados entre sus hijos, división que había establecido el 30 de julio del 817 en Aquisgrán, y que había obtenido la aprobación del Papa. De esta forma, el reino quedaba dividido entre los tres hijos:
- Lotario I, hijo mayor, emperador asociado, rey de Neustria y Austrasia (con parte de Francia Oriental, y con Provenza y casi toda Septimania incluyendo Uzès y Vivarés), que tendría la alta autoridad sobre sus hermanos.
- Pipino I, rey de Aquitania con Gascuña, el Condado de Tolosa y cuatro condados más: Carcasona (con Rasez y Fenolleda, y el Conflent) a Septimania, y Autun, Avallon y Nevers en Borgoña.
- Luis, rey de Baviera, con una parte de Germania.

El reino de Italia seguiría bajo el dominio de Bernardo I, sobrino de Ludovico Pío, que ejercía la alta autoridad. Los vasallos menores solo podrían tener los beneficios o feudos de uno de los tres hijos, pero podrían tener los bienes particulares o hereditarios en cualquiera de los estados, sin estar obligados a hacer homenaje por estos bienes a un príncipe diferente.